# نیکولایفکا (شهرستان میاکینسکی، باشقیرستان)
نیکولایفکا (انگلیسی: Nikolayevka, Miyakinsky District, Republic of Bashkortostan) یک شهرک در شهرستان میاکینسکی استان باشقیرستان کشور روسیه است.